# Rut Bryk

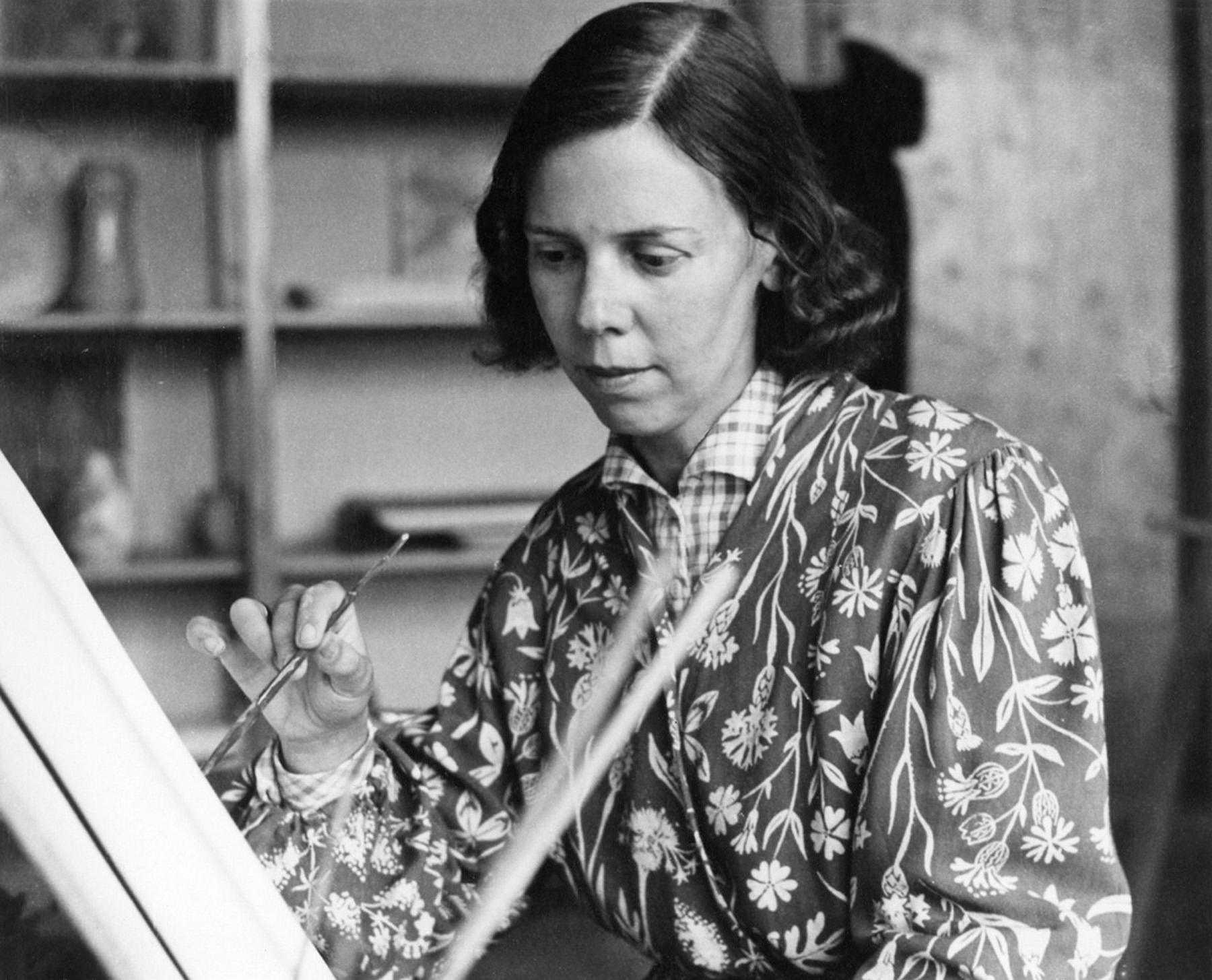
Rut Bryk (1950er Jahre)

Linnea Rut Bryk (* 18. Oktober 1916 in Stockholm, Schweden; † 14. November 1999 in Helsinki, Finnland) war eine finnische Keramikerin und Künstlerin.

## Leben
Nach ihrer Ausbildung als Graphikerin arbeitete sie ab 1942 als Designerin bei der Porzellanfabrik Arabia. 1945 Hochzeit mit dem finnischen Designer Tapio Wirkkala. Während ihre ersten Arbeiten Einflüsse der Renaissance, der Volkskunst aber auch des Konstruktivismus erkennen lassen, findet sie in ihren späteren Jahren zu einem individuelleren Stil, der sich am ehesten als „organischer Konstruktivismus“ definieren lässt. Als Inspirationsquelle diente ihr die Landschaft Lapplands, die sie auch in ihrer großen Keramik, „die Ankunft des Frühlings im Norden“ beeinflusste. Seit 1985 zu sehen in der finnischen Vertretung in Delhi. 1991 gestaltete sie mit ihrer Arbeit „Jäävirta“ den offiziellen Sitz des finnischen Präsidenten in Mäntyniemi / Helsinki. Rut Bryk starb 1999 als international anerkannte Künstlerin.

## Ausstellungen
Seit 1949 waren Rut Bryks Arbeiten in zahlreichen Einzelausstellungen zu sehen. 1970 im Stedelijk Museum in Amsterdam und 1980 in der Helsinkier Stadthalle. 2001 zeigte das Arabia-Museum eine Werkschau.

## Auszeichnungen
Als international anerkannte Künstlerin und Designerin erhielt Rut Bryk zahlreiche Auszeichnungen. 1951 erhielt sie den Grand Prix der Triennale Mailand und 1972 den Staatspreis der Exempla in München. 1974 wurde ihr der finnische Staatspreis für Design überreicht und 1978 erhielt sie die Ehrenmedaille der Stadt Helsinki.